# Tina Weymouth

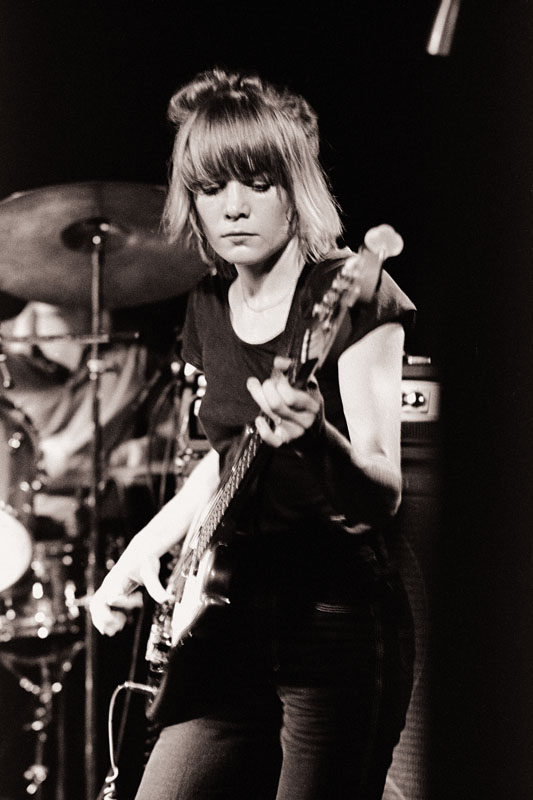
Tina Weymouth (1977)

Martina Michèle Weymouth (* 22. November 1950 in Coronado, Kalifornien) ist eine US-amerikanische Bassistin und Gründungsmitglied der New-Wave-Band Talking Heads. Die Zeitschrift Rolling Stone führt Weymouth auf Platz 29 der besten Bassisten aller Zeiten auf.

## Leben
Weymouth kombiniert minimalistische Art-Punk-Basslinien von Gruppen wie Wire und Pere Ubu mit tanzbaren, an Disco angelehnten Riffs und formte so den Talking-Heads-Sound mit. 
Mit dem Schlagzeuger der Talking Heads Chris Frantz ist sie auch Gründungsmitglied von Tom Tom Club. Seit 1977 ist sie mit Frantz verheiratet und hat mit ihm zwei Söhne.